# العلاقات البوتسوانية الصينية
العلاقات البوتسوانية الصينية هي العلاقات الثنائية بين بوتسوانا والصين. أقام البلدان علاقات بتاريخ 6 يناير عام 1975. تتبع بوتسوانا سياسة الصين الواحدة ما يعني عدم إقامة بوتسوانا لعلاقات مع تايوان. تبرعت الحكومة البوتسوانية بمليون بولا بعد وقوع زلزال سيتشوان عام 2008.

## النمو الاقتصادي
نمت العلاقات الاقتصادية والتجارية بين البلدين بوتيرة متسارعة منذ ثمانينيات القرن العشرين. وصل حجم التبادل التجاري الكلي بين بوتسوانا والصين عام 2008 إلى نحو 360 مليون دولار. فيما وصل حجم التبادل التجاري الكلي خلال فترة العشرة أشهر الممتدة من يناير حتى أكتوبر عام 2009 لحوالي 193 مليون دولار، وذلك بالرغم من الركود الاقتصادي الذي ضرب أجزاء كثيرة من العالم عام 2008. حثَّ المسؤولون الصينيون بوتسوانا خلال فبراير 2009 على توسيع علاقاتها الاقتصادية مع بلادهم، وبالأخص في قطاع صناعة الماس، فقد أشار المسؤولون إلى زيادة الطلب المستمر على الألماس في الصين مقابل انخفاض الطلب عليه في البلدان الضخمة الأخرى.

### التمويل الإنمائي الصيني
قدمت الحكومة الصينية بنجاح 129 مليون دولار في قطاع التمويل الإنمائي البوتسواني منذ عقد الدورة الأولى لمنتدى التعاون الصيني الأفريقي عام 2000. ولكن فقط 52 مليون دولار من أصل المجموع الكلي كانت تتبع معايير لجنة المساعدة الإنمائية. قدم بنك إكسم الصيني باقي المبلغ المطلوب لتمويل مشروع إنشاء إحدى الطرق.

## مشاريع بناء
عملت جمهورية الصين الشعبية على تمويل عدد من مشاريع البناء في مناطق مختلفة من بوتسوانا بهدف تسهيل سبل التوسع الاقتصادي. وقد وصل عدد هذه المشاريع إلى 28 مشروع بناء حتى شهر يناير 2010، وشملت على طرق وسكك حديدية ومنشآت ومرافق صحية ومشاريع سكن منخفضة التكلفة.

## العلاقات الثقافية
ساعدت الصين على تأسيس معهد كونفوشيوس التابع لجامعة بوتسوانا الذي جرى افتتاحه في شهر سبتمبر من عام 2009. يشجع المعهد على التاريخ والثقافة واللغة الصينية في الجامعة. كما يسافر عدد متزايد من مواطني بوتسوانا إلى الصين، حيث زار 400 مواطن بوتسواني الصين خلال عام 2005، بينما وصل العدد إلى 1,400 عام 2008.